# Stoke Fleming
Stoke Fleming – wieś i civil parish w Anglii, w Devon, w dystrykcie South Hams. W 2011 civil parish liczyła 1019 mieszkańców. Stoke Fleming jest wspomniana w Domesday Book (1086) jako Stoch/Stoc.